# منطقة كيزيمو

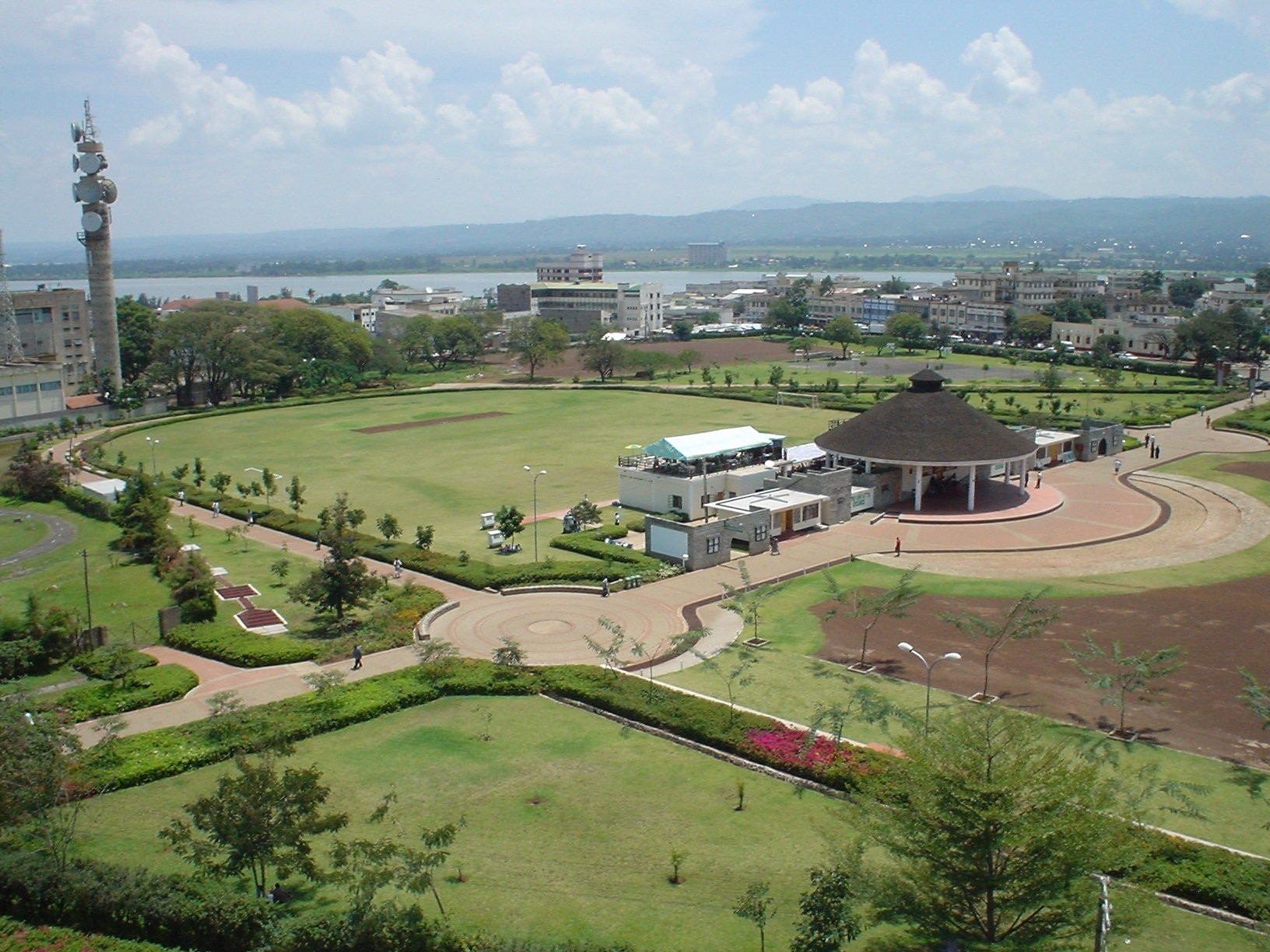
عاصمة المنطقة

منطقة كيزيمو (بالإنجليزية: Kisumu County)‏ إحدى المناطق الإدارية في كينيا عاصمتها هي كيزيمو ومساحتها 2085.9 كم، تقريبا، ويفوق عدد سكانها النصف مليون نسمة.

## التقسسم الإداري
تنقسم المنطقة لـ 7 دوائر إنتخابية.
| الدائرة         | المساحة    | السكان       | الأجنحة |
| --------------- | ---------- | ------------ | ------- |
| شرق كيزيمو      | 135.90 كم² | 229997 نسمة  | 6       |
| غرب كيزيمو      | 212.90 كم² | 172.821 نسمة | 11      |
| كيزيمو المركزية | 32.70 كم²  | 174145 نسمة  |         |
| موهوروني        | 667.30 كم² | 154116 نسمة  | 12      |
| نياكاتش         | 357.30 كم² | 150320 نسمة  | 5       |
| نياندو          | 413.20 كم² | 161508 نسمة  | 5       |
| سيم             | 190.20 كم² | 121،667 نسمة |         |